# Vang (Noorwegen)
Vang is een gemeente gelegen aan het meer Vangsmjøse in de Noorse provincie Innlandet. Vang is een deel van het district Valdres. De gemeente telde 1596 inwoners in januari 2017.
Vang grenst in het noorden aan Lom en Vågå, in het oosten aan Øystre Slidre, in het zuidoosten aan Vestre Slidre en in het zuiden aan Hemsedal in de provincie Viken, in het westen aan Lærdal en Årdal in de provincie Vestland.
|  |

Alvdal · Dovre · Eidskog · Elverum ·  Engerdal · Etnedal · Folldal · Gausdal · Gjøvik · Gran · Grue ·  Hamar · Kongsvinger · Lesja · Lillehammer · Lom ·  Løten · Nord-Aurdal · Nord-Fron · Nord-Odal · Nordre Land · Os · Østre Toten · Øyer · Øystre Slidre · Rendalen · Ringebu · Ringsaker · Sel · Skjåk · Stange · Stor-Elvdal · Søndre Land · Sør-Aurdal · Sør-Fron · Sør-Odal · Tolga · Trysil · Tynset · Vågå · Våler · Vang · Vestre Slidre · Vestre Toten · Åmot · Åsnes

Fylker van Noorwegen